# .app (通用顶级域)
.app是網際網路之DNS上的一個通用頂級域（gTLD），在2015年二月的拍卖中由谷歌以2500万美元获得，并在2018年5月正式开放注册。它的名稱源自英文單詞“application”的简写，经常用于IT行业。该域名将被用于开发者企业、业余或职业开发者、企业应用、应用支持服务、以及其它相关的产品或工具。
.app域名甫一被加载入根服务器，便受到开发者和企业之关注，因其为一些应用程序的官方网站提供了域名选择。
据域名服务商Gandi表示，该顶级域名已经被加载进了HSTS预加载名录，意味着所有的域名使用者在以该域名提供网页浏览服务时必须开启HTTPS。

## 外部連結
- .app政策信息（页面存档备份，存于）
- Sunrise Details （页面存档备份，存于）
- Delegation Readiness Report（页面存档备份，存于）